# Ambasada Zambii w Berlinie
Ambasada Zambii w Berlinie – misja dyplomatyczna Republiki Zambii w Republice Federalnej Niemiec.
Ambasador Republiki Zambii w Berlinie oprócz Republiki Federalnej Niemiec akredytowany jest również w Republice Austrii, Republice Czeskiej, Rzeczypospolitej Polskiej, Republice Słowackiej, Republice Słowenii i na Węgrzech.

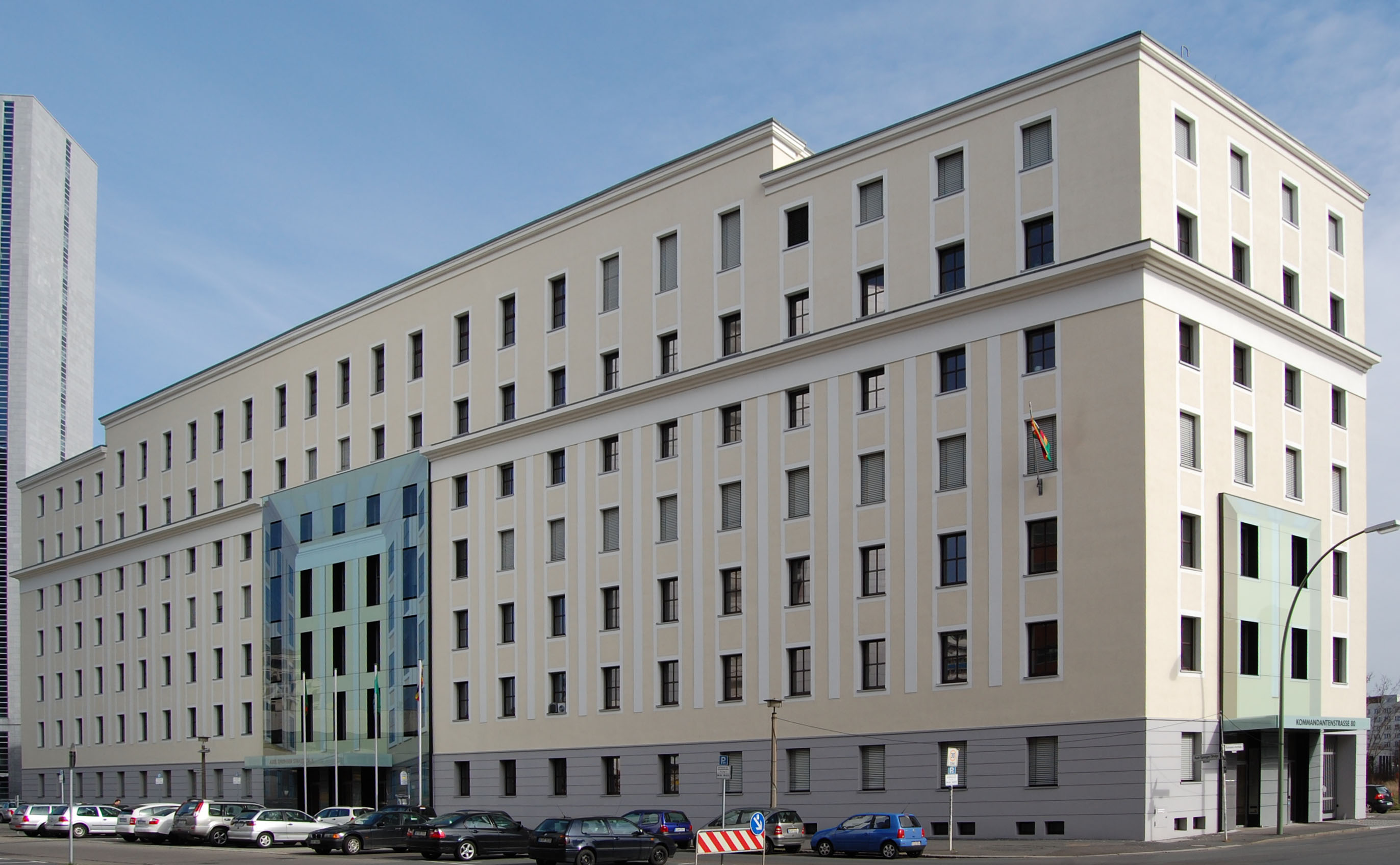
Ambassy in the Axel-Springer-Straße 54a